# 阿古健
阿古 健は、日本の劇作家、演出家。宝塚歌劇団で昭和後期から平成初期に活動した。

## 主な作品

### 大劇場公演作品
- 『なよたけの恋』（星組・1965年）
- 『ローレライ』（月組・1966年）
- 『砂丘』（星組・1966年、脚本）
- 『花風流』（星組・1967年、脚本）
- 『ピラールの花祭り』（花組・1968年　脚本）
- 『一寸法師』（雪組・1968年）
- 『安寿と厨子王』（星組・1969年）
- 『ジプシー伯爵』（星組・1970年）
- 『浜千鳥』（花組・1971年、1972年　脚本）
- 『ゴールド・ヒル』（月組・1971年）
- 『炎の天草灘』（花組・1972年）
- 『竹』（雪組・1973年　脚本）
- 『花聟くらべ』（雪組・1974年　脚本）
- 『海と太陽とファド』（花組・1974年　脚本・演出）[2]
- 『紅椿 雪に咲く -義士外伝・毛利小平太-』（雪組・1974年）
- 『白鷺の詩』（雪組・1976年）[3]
- 『鴬歌春』（雪組・1977年）
- 『隼別王子の叛乱』（月組・1978年　脚本・演出）
- 『花影記』（花組・1979年　演出）[3]
- 『白夜わが愛』（星組・1979年　演出）[4]
- 『舞え舞え蝸牛』（花組・1979年、脚本・演出）
- 『去りゆきし君がために』（雪組・1980年　演出）[4]
- 『友よこの胸に熱き涙を』（花組・1980年　演出）[4]
- 『彷徨のレクイエム』（雪組・1981年　演出）[4]
- 『白鳥の道を越えて』（月組・1981年　翻案・演出）
- 『ミル星人パピーの冒険 -ふしぎなペンダント-』（星組・1982年）
- 『春の踊り -花と夢と愛と-』（花組・1982年　構成・演出）[3]
- 『オルフェウスの窓 -イザーク編-』（星組・1983年　演出）[4]
- 『ブルー・ジャスミン』（雪組・1983年　脚本・演出）
- 『風と共に去りぬ』（雪組・1984年　演出）[4]
- 『我が愛は山の彼方に』（星組・1984年　演出）[5]
- 『はばたけ黄金の翼よ』（雪組・1985年　脚本・演出、雪組全国ツアー・2019年　オリジナル脚本）
- 『百花扇 -夏の抒情詩-』（月組・1986年）[3]
- 『梨花・王城に舞う』（雪組・1987年　演出）
- 『会議は踊る』（花組・1991年　脚本・演出）
- 『ベルサイユのばら -アンドレとオスカル編-』（雪組・1989年　演出）[4]
- 『ベルサイユのばら -フェルゼン編-』（花組・1990年　演出）[4]

### バウホール公演作品
- 『サヨナラにリボンをかけて』（花組・1978年）[4]
- 『ラプソディ・イン・ブルー』（星組・1984年）
- 『カール・ハインリッヒの青春』（星組・1985年　脚本・演出）
- 『ドリーム・オブ・ドリームズ』（花組・1987年）
- 『パル・ジョーイ』（星組・1991年　脚本・演出）